# Polystichum falcatilobum
Polystichum falcatilobum är en träjonväxtart som beskrevs av Ren-Chang Ching, W. M. Chu och Z. R. He. Polystichum falcatilobum ingår i släktet Polystichum och familjen Dryopteridaceae. Inga underarter finns listade.